# Janvier 1781
Cette page présente les faits marquants du mois de janvier 1781.

## Événements
- 6 janvier : bataille de Jersey
- 17 janvier : bataille de Cowpens

## Naissances
- 1er janvier
  - Charles Gédéon Théodore de Wassinhac (mort le 26 juillet 1872), personnalité politique française
- 2 janvier : Darrodes de Lillebonne (mort en juin 1838), écrivain français
- 6 janvier
  - Joseph-Balthazard Siméon (mort le 11 septembre 1846), personnalité politique française
- 8 janvier : Émilie de Beauharnais (morte le 18 juin 1855), comtesse de Lavalette
- 9 janvier
  - Johann Baptist von Spix (mort le 13 mars 1826), biologiste allemand (1781-1826)
- 14 janvier : Henry Fynes Clinton (mort le 24 octobre 1852), homme politique britannique
- 17 janvier : Robert Hare (mort le 15 mai 1858), chimiste américain
- 19 janvier : Christian von Steven (mort le 18 avril 1863), botaniste et entomologiste d’origine suédoise, sujet de l'Empire russe.
- 20 janvier
  - Josef von Hormayr (mort le 5 octobre 1848), personnalité politique autrichienne
- 22 janvier
  - Charles Thomas Joseph Gabriel Lepaige (mort le 6 août 1865), personnalité politique française
  - François-Antoine Habeneck (mort le 8 février 1849), violoniste, compositeur et chef d'orchestre français
- 24 janvier : Mathieu Molé (mort le 23 novembre 1855), homme politique français
- 26 janvier
  - Achim von Arnim (mort le 21 janvier 1831), romancier, chroniqueur, dramaturge et poète romantique allemand
  - Pierre-Auguste Marque (mort en 1868), musicien français
- 28 janvier : Camille de Roquefeuil (mort le 6 novembre 1831), navigateur et explorateur français
- 30 janvier : Adelbert von Chamisso (mort le 21 août 1838), poète et botaniste allemand

## Décès
- 4 janvier : James Hogun (né à une date inconnue), général de la Continental Army
- 7 janvier : Julien Busson (né le 11 mai 1717), médecin français
- 8 janvier : Alexeï Ivanovitch Nagayev (né le 17 mars 1704), Amiral, un hydrographe et un cartographe russe
- 11 janvier : Catherine Lusurier (née en 1752), peintre française
- 12 janvier : Richard Challoner (né le 29 août 1691), prélat catholique anglais
- 15 janvier
  - Marie-Anne-Victoire d'Espagne (née le 31 mars 1718), infante d'Espagne
  - Tomás Katari (né en 1740), cacique et chef rebelle quechua
- 17 janvier : Antoine Morel de Lescer (né vers 1718), écuyer, officier de cavalerie français
- 18 janvier : Dominique-François Bourgeois (né le 18 novembre 1697), ingénieur français
- 21 janvier : William Lewis (né le 20 juin 1708), chimiste et un médecin anglais
- 22 janvier
  - Bernardin de Rosset de Fleury (né le 26 août 1718), prélat catholique
  - Jean-Paul-Louis Collas (né le 13 septembre 1735), astronome français
- 24 janvier : Pierre-Jules-César de Rochechouart (né le 8 mars 1698), homme d'Église français
- 25 janvier : Denis-François Gastelier de La Tour (né le 30 mars 1709), héraldiste et généalogiste français
- 30 janvier : Soga Shōhaku (né en 1730), artiste japonais